# 할로윈 5
《할로윈 5》(영어: Halloween 5: The Revenge of Michael Myers)는 1989년 개봉한 미국의 슬래셔 영화이다. 전작들과 달리 박스 오피스에서 부진했으며, 할로윈 프랜차이즈 영화 가운데 흥행 수익이 가장 낮다. 
전편 《할로윈 4》(1988), 속편 《할로윈 6》(1995)과 함께 손 삼부작(Thorn Trilogy)이라고 불린다.

## 줄거리
전편에서 마이클 마이어스는 난사를 당한 뒤 버려진 갱도에 떨어져 사면초가에 몰렸지만 사람들이 다이너마이트를 터트리기 전에 갱도에서 기어나와 강가에 은둔해 살던 사람의 보살핌을 받는다. 1년 뒤 회복된 마이클은 자신을 돌봐준 남자를 살해하고 제이미를 쫓아 해던필드로 돌아온다.
전편에서 마이클에게 영향을 받아 위탁모를 살해한 뒤 심적외상으로 함묵 상태가 된 제이미는 아동 치료소에 입원해있던 중 마이클의 정신에 공명하기 시작한다. 제이미는 마이클에게 신체 주도권을 빼앗기고 그와 시야를 공유할 때마다 트랜스 상태를 겪으며 심한 경련을 일으킨다.
마이클은 제이미의 위탁 가정 언니 레이철을 살해하고 레이철의 친구 티나를 노린다. 티나에게 위험을 알리기 위해 제이미는 치료소를 탈출한다. 그러나 티나는 제이미를 살리기 위해 본인을 희생한다.
제이미를 죽이려고 쫓던 마이클은 제이미가 "삼촌?"이라고 부르는 소리에 멈칫한다. 제이미가 얼굴을 보여달라고 하자 마이클은 가면을 벗고 잠시 눈물을 흘린다. 하지만 제이미가 눈물을 닦아주려고 얼굴을 만지자 마이클은 분노하여 발작한다.
루미스는 제이미를 마이클을 유인하는 산 미끼로 써서 마이클을 덫에 가두는 데 성공한다. 마이클에게 마취총을 쏜 뒤 나무 판자를 뜯어내어 마이클을 때리던 루미스는 뇌졸중을 일으켜 마이클 위에 쓰러진다.
최고 보안 감옥으로 이송되기 전 마이클은 경찰서 유치장에 잠시 구류되는데, 검은 옷을 입은 의문의 사내가 등장하여 총을 연사하고 폭발물을 써서 마이클을 탈옥시킨다.
제이미는 경찰서 안에 들어가 경찰들이 모두 죽어있는 지옥도를 본다.

## 출연
- 도널드 플레전스 - 샘 루미스 의사 역
- 대니엘 해리스 - 제이미 로이드 역
- 엘리 코넬 - 레이철 커러더스 역
- 보 스타 - 벤 미커 보안관 역
- 웬디 캐플런 - 티나 윌리엄스 역
- 돈 섕크스 - 마이클 마이어스 / 검은 옷의 사내 역
- 트로이 에번스 - 찰리 블로크 보안관보 역

## 기타 제작진
- 미술: 브렌턴 스위프트
- 의상: 사이먼 튜크